# Antonio Aragón Dorca
Antonio Jesús Aragón Dorca (Conil de la Frontera, 1986), más conocido como Antonio Aragón, es un político español del Partido Popular Andaluz. Diputado por Cádiz y Teniente de alcaldesa en el Ayuntamiento de Conil de la Frontera desde el 17 de junio de 2023, tras la alcaldía de Inmaculada Sánchez Zara por Andalucía por Sí. En las municipales de 2019 fue candidato a la alcaldía de Conil.

## Biografía
Nace en 1986 en Conil de la Frontera, del seno de una familia de clase media, sus abuelos paternos son Antonio Aragón y Rosario, y su abuelo materno es Chano Dorca. Su madre es Ana Dorca y su padre es Cristóbal Aragón, del cual viven junto a sus hermanas; Ana y Águeda Aragón Dorca, en la localidad gaditana de Conil de la Frontera.
Entró en 2010 en el Partido Popular tras formar parte de las NNGG.
Realiza sus estudios de Técnico en Gestión administrativa, para después comenzar como Diputado por Cádiz, cargo que desempeña hasta 2020, pero en 2023 fue elegido nuevamente Diputado provincial por Almudena Martínez del Junco, donde también ocupa el cargo de Asistencia a Municipios en la Diputación de Cádiz. Desde 2023 es teniente de Alcaldesa en el Ayuntamiento de Conil, ocupando las delegaciones de Cultura, Fiestas, Ganadería, Agricultura y Pesca.
Ha sido candidato a la alcaldía de Conil en las municipales del 4 de mayo de 2019.
Fue portavoz del Partido Popular en la localidad, siendo el único representante en estar en Diputación. Por último ha sido concejal en el ayuntamiento de Conil de la Frontera. 
Profesionalmente cuenta con experiencia en el sector privado, siendo el encargado general de una empresa de ferretería y suministros del Pueblo, de la que se encuentra en excedencia.